# Samarhapvogel
De samarhapvogel (Sarcophanops samarensis synoniem: Eurylaimus samarensis) is een zangvogel uit de familie Eurylaimidae (breedbekken en hapvogels).

## Kenmerken
De vogel is 14,5 tot 15 cm en weegt 33 tot 41 gram. De vogel lijkt sterk op de Filipijnse hapvogel, maar is iets kleiner. Het is een opvallende vogel met blauwe randen rond het oog. Het mannetje heeft een kastanjebruine kruin, zwart "gezicht"  en zwarte keel met daaronder een smalle grijze kraag. De vleugels zijn zwart met een opvallende wit en gele band. De snavel is blauw en de poten zijn blauwachtig. Het vrouwtje verschilt weinig van het mannetje; zij heeft een geheel witte buik.

## Verspreiding en leefgebied
Deze soort is endemisch op de Midden-Filipijnen op de eilanden Samar, Leyte en Bohol. Het huidige leefgebied bestaat uit tropisch regenwoud in gebieden met karstverschijnselen. Mogelijk heeft de vogel geen speciale voorkeur voor kalksteengebied, maar is dit het enige gebied waar nog regenbos staat omdat het ongeschikt is om in cultuur te brengen.

## Status
De grootte van de wereldpopulatie werd in 2012 geschat op 3.500 tot 15.000 individuen. De samarhapvogel gaat in aantal achteruit. Het leefgebied wordt ontbost ten behoeve van mijnbouwactiviteiten en agrarische ontwikkeling. Om deze redenen staat deze soort als kwetsbaar (voor uitsterven) op de Rode Lijst van de IUCN.